# Tiranija malih odluka
Tiranija malih odluka ime je za fenomen u kojem niz malih odluka ili transakcija mogu na kraju dovesti do iracionalnih situacija, loše raspodjele sredstava koje na kraju mogu dovesti propasti tržišta ili nekog sistema. Primjeri tiranije malih odluka:
- izlovljavanje ribe u morima - svatko lovi ribu od ribara koji se bave profesionalno, do rekreativnih ribara, ronilaca s ostima, svi love ribu, ali riba nema vremena i prostora da se mrijesti niti izraste do zrelog doba

- zagađivanje mora preko drugih voda - recimo svi gradovi umjesto da prerade otpadne vode, bacaju neprerađeni otpad u rijeke. Industrija čini isto. I nakon određenog vremena skupa s izlovljavanjem ribe dolazi do kolapsa ekosistema.